# Arthur Rosenkampf
Arthur Rosenkampf, (Nova Iorque, 3 de novembro de 1884 - Newark, 6 de novembro 1952) foi um ginasta que competiu em provas de ginástica artística pelos Estados Unidos.
Rosenkampf, em 1904, nos Jogos Olímpicos de St. Louis, fez parte da equipe norte-americana New York Turnverein. Junto aos companheiros Otto Steffen, Emil Beyer, Max Wolf, John Bissinger e Julian Schmitz, conquistou a medalha de prata por equipes, após superar e ser superado por um time dos Estados Unidos. Após afastar-se das competições, formou-se em Contabilidade e passou a lecionar na Universidade de Nova Iorque. Além, publicou dois livros: Bookkeeping – Theory and Practice e The Theory of Accounts.